# Dioscorea opaca
Dioscorea opaca är en enhjärtbladig växtart som beskrevs av Reinhard Gustav Paul Knuth. Dioscorea opaca ingår i släktet Dioscorea och familjen Dioscoreaceae. Inga underarter finns listade i Catalogue of Life.